# Santa Cecília de Voltregà
Santa Cecília de Voltregà (em catalão e oficialmente) ou Santa Cecilia de Voltregá (em castelhano) é um município da Espanha na comarca de Osona, província de Barcelona, comunidade autónoma da Catalunha. Tem 8,6 km² de área e em 2021 tinha 179 habitantes (densidade: 20,8 hab./km²).

## Demografia
| Variação demográfica do município entre 1991 e 2004[carece de fontes?] | Variação demográfica do município entre 1991 e 2004[carece de fontes?] | Variação demográfica do município entre 1991 e 2004[carece de fontes?] | Variação demográfica do município entre 1991 e 2004[carece de fontes?] |
| ---------------------------------------------------------------------- | ---------------------------------------------------------------------- | ---------------------------------------------------------------------- | ---------------------------------------------------------------------- |
| 1991                                                                   | 1996                                                                   | 2001                                                                   | 2004                                                                   |
| 187                                                                    | 199                                                                    | 206                                                                    | 203                                                                    |